# 新·信長公記～信長君與我～
《新·信長公記～信長君與我～》是日本漫畫家甲斐谷忍創作的歷史漫畫，於2019年17號至2020年29號在《週刊Young Magazine》連載，2020年7月13日至2021年9月6日移刊到《Comic DAYS》連載。

## 故事概要
2105年，有個天才科學家從歷史遺產中抽取DNA，製造出多名戰國時代武將的複製人。這個科學家熱愛戰國時代的歷史，希望藉此找出誰是戰國最強武將。他因此被警察逮捕。在這個時代，由於縮減歷史教育政策，日本歷史課只教授明治時代以後的歷史。不只是普通人，連東大出身的高材生也完全沒有對戰國時代的知識。只有極少數人會對戰國時代感興趣。
2120年，15年過去。日下部雅是個普通的女高中生，是個在這個時代少有的戰國時代迷。她在這個4月升上銀杏高中。雖然銀杏高中是日本第一的小混混高中，但這年新理事長上任，設立以升讀大學為目標的「特進班」，讓日下部決定報讀該校。不過，開學第一天，她才發現在特進班裏，除了她以外的34個同學，全部都是戰國時代武將的15歲複製人。她也發現這些同學跟以前的武將同名，也有相同的性格，但並不知道自己是複製人。他們全部都是小混混，其中不乏各霸一方的強者，都以爭奪銀杏高中最高地位「總長」為目標。其中織田信長卻對爭奪總長地位沒有興趣。織田是個上身穿學生制服，下身穿短褲的奇怪學生，似乎身懷強大實力，但不為人知。
2年級的駒尾馬流意圖瓦解特進班，在織田暗中策謀下化解危機。日下部成為特進班的班長，跟新理事長交談後得知對方也是戰國時代迷，刻意從各地引入戰國時代複製人，並希望擁立一名合適的總長，以改變銀杏高中不良的風氣。理事長也透露他最屬意的人選是最終稱霸戰國時代的德川家康，但他沒能將這名文武雙全的人才引進銀杏高中。
現任總長發現在織田暗中操作下，銀杏高中的流血打鬥急劇減少。因此，熱愛流血打鬥的他發起決定下任總長的「旗印戰」比賽。在旗印戰中，學生達成自己提出的任務，便能獲得分數。在井伊直政的教唆下，共有605人寫下「在12小時內打敗武田信玄」的旗印。武田憑藉過人計謀和武力，成功擊敗所有來襲對手。接下來，加藤清正連同204人寫下「在3小時內打敗羽柴秀吉」的旗印。秀吉雖然不會打架，但招攬了伊達政宗、前田利家和毛利元就當他的護衛。最終刻意跟加藤單挑，獲得對方的認同。
旗印戰逐漸演變為格鬥競技戰。此時德川家康主動轉學到銀杏高中。仍然生還的天才科學家指德川遠不如人們認識般温和。他從不為世人所知的古書《家康公記》中得知，德川雖天資聰穎，但生性兇殘。歷史上，他在織田家過了12年的人質生活，才得以磨平德川的獠牙。因此，在現代未經歷人質生活的德川家康極為危險。德川目標支配銀杏高中，並在首天就擊敗武田信玄，引起特進班恐慌。

## 登場角色

### 主要人物
日下部雅
本作主角與女主角，熟悉戰國時代的銀杏高中特進班1年級生。學號25。
織田信長
本作另一名主角，銀杏高中特進班1年級生。喜歡穿著學生制服和短褲上學。學號11。家鄉據說有一位地位比組長還要高、綽號「第六天魔王」的不良少年。沒人知道那位傳奇人物正是織田信長本人。

### 特進班·1年A班
武田信玄
15歲就統管甲州街道的暴走族。學號23。
上杉謙信
學號6。
伊達政宗
號稱北部最強的青年。喜歡Cosplay。學號25。
羽柴秀吉
長著一張猴子臉，小個子身材，而且愛好女色。學號29。
本多忠勝
受人畏懼的灣岸四天王之一。學號31。
井伊直政
受人畏懼的灣岸四天王之一。學號3。
酒井忠次
受人畏懼的灣岸四天王之一。學號19。
榊原康政
受人畏懼的灣岸四天王之一。學號20。
宇喜多直家
學號7。
龍造寺隆信
學號35。
加藤清正
學號12。

### 高年級
阿駒/駒尾馬流
銀杏高中的高年級學生，經常找特進班的麻煩。真正身份是木曾義仲的複製人。

### 其他
德川家康
本作最終的敵人。擁有怪物般的智商與身體能力。一歲會說話，兩歲會與人頂嘴，三歲時把養育自己的科學家殺死。在故事中段作為轉校生就讀銀杏高中。

## 出版書籍
| 卷數 | 雙葉社         | 雙葉社                 |
| 卷數 | 發售日期       | ISBN                   |
| ---- | -------------- | ---------------------- |
| 1    | 2019年7月5日   | ISBN 978-4-06-516358-0 |
| 2    | 2019年10月4日  | ISBN 978-4-06-517232-2 |
| 3    | 2020年1月6日   | ISBN 978-4-06-518221-5 |
| 4    | 2020年4月6日   | ISBN 978-4-06-519202-3 |
| 5    | 2020年8月5日   | ISBN 978-4-06-520468-9 |
| 6    | 2020年12月9日  | ISBN 978-4-06-521720-7 |
| 7    | 2021年5月12日  | ISBN 978-4-06-522587-5 |
| 8    | 2021年11月18日 | ISBN 978-4-06-525874-3 |

## 迴響
作家伊藤和弘在其《朝日新聞》專欄「漫畫今昔物語」中指故事中的「旗印戰」比起動作，更著重心理戰，讓人想起作者甲斐谷忍前作《欺詐遊戲》。

## 電視劇
改編電視劇於2022年7月24日至9月25日於日本電視台的週日連續劇時段播出，由永瀨廉主演。這是永瀨初次主演私營電視台黃金時段電視劇。
電視劇將故事年份改為2122年。
台灣由KKTV於7月25日起跟播。

### 演員列表

#### 主要人物
- 織田信長：永瀨廉（King & Prince）
- 日下部雅：山田杏奈[13]
- 豐臣秀吉：西畑大吾（浪花男子）[14]
- 伊達政宗：三浦翔平[14]
- 武田信玄：滿島真之介[14]
- 黑田官兵衛：濱田岳[14]
- 德川家康：小澤征悅[14]
- 明智光秀：萩原利久[15]
- 上杉謙信：犬飼貴丈[15]
- 井伊直政：駿河太郎[16]
- 竹中重治：柳俊太郎[16]
- 本多忠勝：阿部亮平[16]
- 加藤清正：須賀健太[16]
- 酒井忠次：長田成哉[16]
- 榊原康政：內藤秀一郎[16]
- 毛利元就：片岡久道[16]
- 前田利家：野村康太[16][17]
- 真田幸村：田野倉雄太[16]
- 今川義元：松大航也[16]
- 龍造寺隆信：草野大成[16]
- 別府之守與太郎：柄本明[18]

銀杏高中的AI理事長。
- 魔村：林田岬優[18]

別府之守的秘書。
- 彌生：佐佐木春香[18]

雅的中學同學。
- 飛鳥：石田夢實[18]

雅的中學同學。
- 日下部雅惠：戶田菜穗

雅的母親。
- 日下部誠太郎：池田鐵洋

雅的父親。
- 博士：酒向芳

#### 客串角色
第1集
- 肉山：真壁刀義（日语：真壁刀義）
- 背岳高雄：阿見201（日语：阿見201）

第2集
- 飯野老師：濱內千波（日语：浜内千波）

第3集
- 養育信長的母親・花梨：柚希禮音（第4集、第8集、第9集）
- 博士之子：波岡一喜（日语：波岡一喜）（第7集、第8集）

第6集
- 馬修·培理：布萊克・克勞福德（日语：ブレイク・クロフォード）（第7集、第8集）
- 貞德：Manon Poudat（第7集、第8集）
- 始皇帝：侯偉（第7集、第8集）

第8集
- 黑船：村上和成（日语：村上和成）

### 製作團隊
- 原作：甲斐谷忍《新·信長公記～信長君與我～》（週刊Young Magazine、ComicDAYS / 講談社）
- 編劇：金澤知樹、伊達円祐
- 導演：中島悟、豐島圭介
- 配樂：林友樹
- 主題曲：King & Prince《TraceTrace》（Johnnys'Universe / 日本環球音樂）
- 執行製作人：沼田賢治
- 製作人：中山喬詞、小島祥子、清家優輝
- 共同製作人：三上繪里子
- 製作協力：FINE Entertainment
- 製作：讀賣電視台

### 播出日程
| 集數                                                                      | 播出日期 | 標題     | 標題     | 編劇            | 導演     | 收視率 |
| 集數                                                                      | 播出日期 | Hulu標題 | TVer標題 | 編劇            | 導演     | 收視率 |
| ------------------------------------------------------------------------- | -------- | -------- | -------- | --------------- | -------- | ------ |
|                                                                           | 7月24日  |          |          | 金澤知樹 萩森淳 | 中島悟   | 6.1%   |
|                                                                           | 7月31日  |          |          | 金澤知樹 萩森淳 | 中島悟   | 5.4%   |
|                                                                           | 8月07日  |          |          | 金澤知樹 萩森淳 | 中島悟   | 4.2%   |
|                                                                           | 8月14日  |          |          | 金澤知樹 萩森淳 | 豐島圭介 | 3.8%   |
|                                                                           | 8月21日  |          |          | 伊達さん        | 豐島圭介 | 4.4%   |
|                                                                           | 8月28日  |          |          | 金澤知樹 萩森淳 | 中島悟   | 4.8%   |
|                                                                           | 9月04日  |          |          | 伊達さん        | 日高貴士 | 3.6%   |
|                                                                           | 9月11日  |          |          | 伊達さん        | 豐島圭介 | 3.8%   |
|                                                                           | 9月18日  |          |          | 金澤知樹        | 中島悟   | 3.2%   |
|                                                                           | 9月25日  |          |          | 金澤知樹        | 中島悟   | 4.4%   |
| 平均收視率 4.4%（收視率由Video Research調查關東地區、家戶的即時統計資料） |          |          |          |                 |          |        |

## 外部連結
漫畫
- 漫畫官方網站 （日語）

電視劇
- 電視劇官方網站（日語）
- 電視劇的X（前Twitter）（日語）
- 電視劇的Instagram帳戶（日語）

| 日本電視台 週日連續劇                         | 日本電視台 週日連續劇                                          | 日本電視台 週日連續劇 |
| --------------------------------------------- | -------------------------------------------------------------- | --------------------- |
|                                               | 新・信長公記 ～同班同學是戰國武將～ （2022年7月24日－9月25日） |                       |
| 金田一少年之事件簿5 （2022年4月24日－7月3日） | 靈媒偵探·城塚翡翠 （2022年10月16日－12月25日）                 |                       |